# Гунибеков, Мамед
Мамед Гунибеков (1904, Геок-тепе, Асхабадский уезд, Закаспийская область, Туркестанский край, Российская империя — 6 сентября 1976, Ашхабад, Туркменская ССР, СССР) — советский туркменский хозяйственный, государственный и партийный деятель.

## Биография
Родился в 1904 году в Геок-Тепе. Член КПСС с 1927 года.
С 1923 года — на хозяйственной, общественной и политической работе. В 1923—1959 гг. — батрак, секретарь Чарджоуского окружкома ЛКСМ Туркменистана, секретарь Саятского, Денауского райкомов КП(б) Туркменистана, первый секретарь Марыйского райкома, заведующий отделом Ашхабадского горкома КП(б) Туркменистана, директор, лектор партийной школы при ЦК КП Туркменистана, министр сельского хозяйства Туркменской ССР, первый секретарь Ташаузского обкома КП Туркменистана, начальник управления Чарджоуского обкома КП Туркменистана.
Избирался депутатом Верховного Совета СССР 3-го созыва.
Умер в Ашхабаде в 1976 году.